# Корнет (Подгорица)
Корнет је насељено мјесто у граду Подгорици у Црној Гори. Према попису из 2023. није било становника.

## Назив
Могући назив је од града Коринта, јер су Ускоковићи (преци митрополита Мардарија Ускоковића) дошли (ускочили) у тај крај, по народном предању, дошавши из Коринта.

## Демографија
У насељу Корнет живи 52 пунолетна становника, а просечна старост становништва износи 49,3 година (46,8 код мушкараца и 51,6 код жена). У насељу има 20 домаћинстава, а просечан број чланова по домаћинству је 2,95.
Становништво у овом насељу веома је хетерогено.
|  |

| Демографија | Демографија | Демографија |
| Година      | Становника  | Становника  |
| ----------- | ----------- | ----------- |
|             |             |             |
|             |             |             |
|             |             |             |
|             |             |             |
| 1948.       | 107         |             |
| 1953.       | 104         |             |
| 1961.       | 76          |             |
| 1971.       | 69          |             |
| 1981.       | 62          |             |
| 1991.       | 30          | 30          |
| 2003.       | 59          | 59          |
|             |             |             |

| Етнички састав према попису из 2003.‍ | Етнички састав према попису из 2003.‍ | Етнички састав према попису из 2003.‍ | Етнички састав према попису из 2003.‍ | Етнички састав према попису из 2003.‍ |
| ------------------------------------ | ------------------------------------ | ------------------------------------ | ------------------------------------ | ------------------------------------ |
|                                      |                                      |                                      |                                      |                                      |
| Црногорци                            | Црногорци                            |                                      | 32                                   | 54,23%                               |
| Срби                                 | Срби                                 |                                      | 21                                   | 35,59%                               |
| непознато                            | непознато                            |                                      | 0                                    | 0,0%                                 |

| Година пописа     | 1948. | 1953. | 1961. | 1971. | 1981. | 1991. | 2003. |
| ----------------- | ----- | ----- | ----- | ----- | ----- | ----- | ----- |
| Број домаћинстава | 28    | 26    | 18    | 18    | 16    | 14    | 20    |

| Број чланова      | 1  | 2 | 3 | 4 | 5 | 6 | 7 | 8 | 9 | 10 и више | Просек |
| ----------------- | -- | - | - | - | - | - | - | - | - | --------- | ------ |
| Број домаћинстава | 20 | 3 | 6 | 5 | 3 | 2 | 0 | 1 | 0 | 0         | 0      |

| Пол    | Укупно | Неожењен/Неудата | Ожењен/Удата | Удовац/Удовица | Разведен/Разведена | Непознато |
| ------ | ------ | ---------------- | ------------ | -------------- | ------------------ | --------- |
| Мушки  | 26     | 7                | 17           | 0              | 1                  | 1         |
| Женски | 27     | 5                | 16           | 6              | 0                  | 0         |
| УКУПНО | 53     | 12               | 33           | 6              | 1                  | 1         |

| Пол    | Укупно                    | Пољопривреда, лов и шумарство | Рибарство                            | Вађење руде и камена | Прерађивачка индустрија       |
| ------ | ------------------------- | ----------------------------- | ------------------------------------ | -------------------- | ----------------------------- |
| Мушки  | 10                        | 0                             | 0                                    | 0                    | 1                             |
| Женски | 6                         | 0                             | 0                                    | 0                    | 1                             |
| УКУПНО | 16                        | 0                             | 0                                    | 0                    | 2                             |
| Пол    | Производња и снабдевање   | Грађевинарство                | Трговина                             | Хотели и ресторани   | Саобраћај, складиштење и везе |
| Мушки  | 2                         | 0                             | 0                                    | 0                    | 1                             |
| Женски | 0                         | 0                             | 0                                    | 0                    | 0                             |
| УКУПНО | 2                         | 0                             | 0                                    | 0                    | 1                             |
| Пол    | Финансијско посредовање   | Некретнине                    | Државна управа и одбрана             | Образовање           | Здравствени и социјални рад   |
| Мушки  | 0                         | 0                             | 3                                    | 1                    | 1                             |
| Женски | 1                         | 1                             | 1                                    | 0                    | 2                             |
| УКУПНО | 1                         | 1                             | 4                                    | 1                    | 3                             |
| Пол    | Остале услужне активности | Приватна домаћинства          | Екстериторијалне организације и тела | Непознато            | Непознато                     |
| Мушки  | 1                         | 0                             | 0                                    | 0                    | 0                             |
| Женски | 0                         | 0                             | 0                                    | 0                    | 0                             |
| УКУПНО | 1                         | 0                             | 0                                    | 0                    | 0                             |

## Знамените личности
- Мардарије Корнечанин, митрополит скендеријско-приморски на Цетињу, унијата
- Мардарије Ускоковић, први српски владика у Америци и светитељ Српске православне цркве